# Phenacogrammus bleheri
Phenacogrammus bleheri es una especie de peces de la familia Alestiidae en el orden de los Characiformes.

## Morfología
Los machos pueden llegar alcanzar los 6,3 cm de longitud total y las hembras 6.

## Hábitat
Es un pez de agua dulce y de clima tropical.

## Distribución geográfica
Se encuentran en África: un pequeño afluente del río Bari (el Zaire ).